# Nationalpark Stelvio
Nationalpark Stelvio  (italiensk: Parco nazionale dello Stelvio; tysk: Nationalpark Stilfser Joch) er en nationalpark i det nordøstlige Italien, oprettet i 1935.
Det er den største italienske nationalpark og omfatter områder i to regioner: Trentino-Alto Adige og Lombardiet, i 24 kommuner.

## Geografi
Nationalpark Stelvio grænser op til Schweiziske nationalpark i Engadin i kantonen Graubünden, de italienske Parco naturale provinciale dell'Adamello-Brenta og Parco regionale dell'Adamello. Til sammen har disse parker et samlet areal på 4.000 km² beskyttet natur.
Nationalparken grænser mod nord til dalen Val Müstair og Vinschgau, mod øst til Ultendal, mod syd til Val di Sole og Valcamonica og mod vest til Veltlin og Val di Livigno. Hele området Ortler-Monte Cevedale ligger inde i nationalparken.
Den strækker sig over fire italienske provinser:
- Den selvstyrende provins Bozen – Sydtirol i regionen Trentino-Alto Adige,
- Provinsen Brescia i regionen Lombardiet,
- Provinsen Sondrio i regionen Lombardiet og
- Den selvstyrende provins Trentino i regionen Trentino-Alto Adige.

### Adgangsveje
Stilfser Joch er sandsynligvis den vigtigste trafikåre inde i nationalparken, og den forbinder Bormio med Prad, altså Lombardiet med Sydtirol. Dette pas er med sine 2.757 m over havet det næsthøjeste i Alperne. Desuden forbinder det schweitziske Umbrailpasset (2.502 m) Stilfser-Joch-pasvejen med Santa Maria i Münstertal. Gaviapasset forbinder Bormio med Ponte di Legno.

### Adgangssteder
Nationalparkens administration ligger i Bormio, mens mindre kontorer findes i Glurns og Peio.
- Nationalparkhus 1: [1] (i Trafoi)
- Nationalparkhus 2: [2] (i Prad)
- Nationalparkhus 3: [3] (i Martell)
- Nationalparkhus 4: „Lahnersäge“ (i St. Gertraud i Ultental)
- Nationalparkhus 5: Avimundus [4] (i Schlanders)
- Nationalparkhus 6: Torre Alberti (Bormio)
- Nationalparkhus 7: Pro Loco Valdidentro
- Nationalparkhus 8: Pontedilegno
- Nationalparkhus 9: Rabbi
- Nationalparkhus 10: Peio

## Klima- og højdeforhold
Nationalparken Stilfser Joch rummer alle de alpine klimazoner:
- Fra dalbunden i 650 m højde ved Latsch i det nedre Vinschgau
- over skovklædte bjergskråninger i 700 til ca. 2.100 m højde
- og over sætere i 2.100 til ca. 3.000 m højde
- til højder op til 3.905 m i de alpine gletsjerområder i nærheden af Ortler.

## Historie
Man diskuterede allerede fra begyndelsen af det 20. århundrede om oprettelse af en naturbeskyttelse i Ortlerområdet. Til sidst, i 1935, erklærede man hele området for nationalpark. Bestemmelserne fulgte først i 1951. I 1977 blev parken udvidet.

## Fauna
Nationalpark Stelvio har en varieret fauna der omfatter gemsee, alpestenbuk, rådyr, kronhjort, vildsvin, ræve, lækats, brud, egern, alpemurmeldyr, snehare, grævling, husmårs, skovmår, muldvarp, hjerpe, lammegrib, ravn, sortkrage, stor flagspætte, sortspætte, musvåge, nøddekrige, pomeransfugl, stenhøne, tjur, stor hornugle og kongeørn.
Lystfiskeri kan foregå i nationalparken med særlig tilladelse. Jagt er forbudt, men da den øgede vildtbestand medfører store skader på skovtræer og landbrug, tillader man bestemte ”udtagningsspecialister” at foretage bortskydning én gang årligt.

## Flora
Floraen omfatter bl.a. Arnica montana, Biscutella leavigata, Androsace vitaliana, Pulsatilla vernalis, Artemisia umbelliformis (genépi), Aster alpinus, Dianthus superbus, Dianthus carthusianorum, Trollius europaeus, Dryas octopetala, Crocus albiflorus, Draba aizoides, Hepatica nobilis, Gentiana acaulis, Gentiana kochiana, Lilium martagon, Lilium croceum subsp. bulbiferum, Linaria alpina, twinflower Linnaea borealis, Aconitum napellus, Paludella squarrosa, Primula vulgaris, Primula elatior, Ranunculus glacialis, Rhodiola rosea, saxifrages, Cypripedium calceolus, Drosera rotundifolia, Silene acaulis, Leontopodium alpinum, Achillea moscata, Soldanella alpina,Viola calcarata, Veratrum album, Loiseleuria procumbens, Empetrum nigrum, rhododendrons, Pinus mugo, Daphne alpina, Daphne striata, of trees mainly conifers Pinus cembra, spruce Picea abies, Larix decidua.
- Vandfald i Stelvio
- Information om det sårbare miljø omkring lago Covel i Nationalpark Stelvio.
- Udsigt over Laaserdalen